# چسترتاون (نیویورک)
چسترتاون (به انگلیسی: Chestertown) یک منطقهٔ مسکونی در ایالات متحده آمریکا است که در شهرستان وارن، نیویورک واقع شده‌است. چسترتاون ۶۷۷ نفر جمعیت دارد و ۲۵۶٫۹۵ متر بالاتر از سطح دریا واقع شده‌است.